# Judith Schalansky
Judith Schalansky (Greifswald, 20 settembre 1980) è una scrittrice tedesca, designer, tiene corsi di tipografia. Nel 2006 ha pubblicato un compendio tipografico, Fraktur mon amour, dedicandosi successivamente anche a opere letterarie. Nel 2020 ha vinto il Premio Strega Europeo con il libro "Inventario di alcune cose perdute".

## Biografia
Artista e scrittrice, laureata in Storia dell'Arte e in Communication Design, insegna tipografia al Potsdam Technical Institute dal 2008. Il suo primo libro è un saggio sui caratteri gotici (Fraktur mon Amour, 2008) che ha vinto diversi premi dedicati al design. Lo splendore casuale delle meduse, la sua prima opera di narrativa, edita in Italia da Nottetempo vince il Premio Stiftung per il libro tedesco più bello dell'anno, mentre la traduzione italiana vince il Premio Salerno libro d'Europa, riservato alla narrativa europea under 40. Anche la sua opera successiva, Atlante delle isole remote, che descrive 50 isole non segnalate su Google Earth e talvolta neanche nelle cartografie ufficiali riproducendole in scala 1:125.000, ed edito in Italia da Bompiani, vince nel 2012 il Premio Stiftung per il libro tedesco più bello dell'anno, e il Premio per il design della Repubblica Federale di Germania (argento).

## Opere
- Lo splendore casuale delle meduse (Nottetempo, 2013 - ISBN 9788874524198
- Atlante delle isole remote. Cinquanta isole dove non sono mai stata e mai andrò (Bompiani Archiviato il 14 gennaio 2020 in Internet Archive., 2013 - ISBN 9788845275067
- Inventario di alcune cose perdute (Nottetempo, 2020 - ISBN 9788874527878